# St-Paban (Lababan)

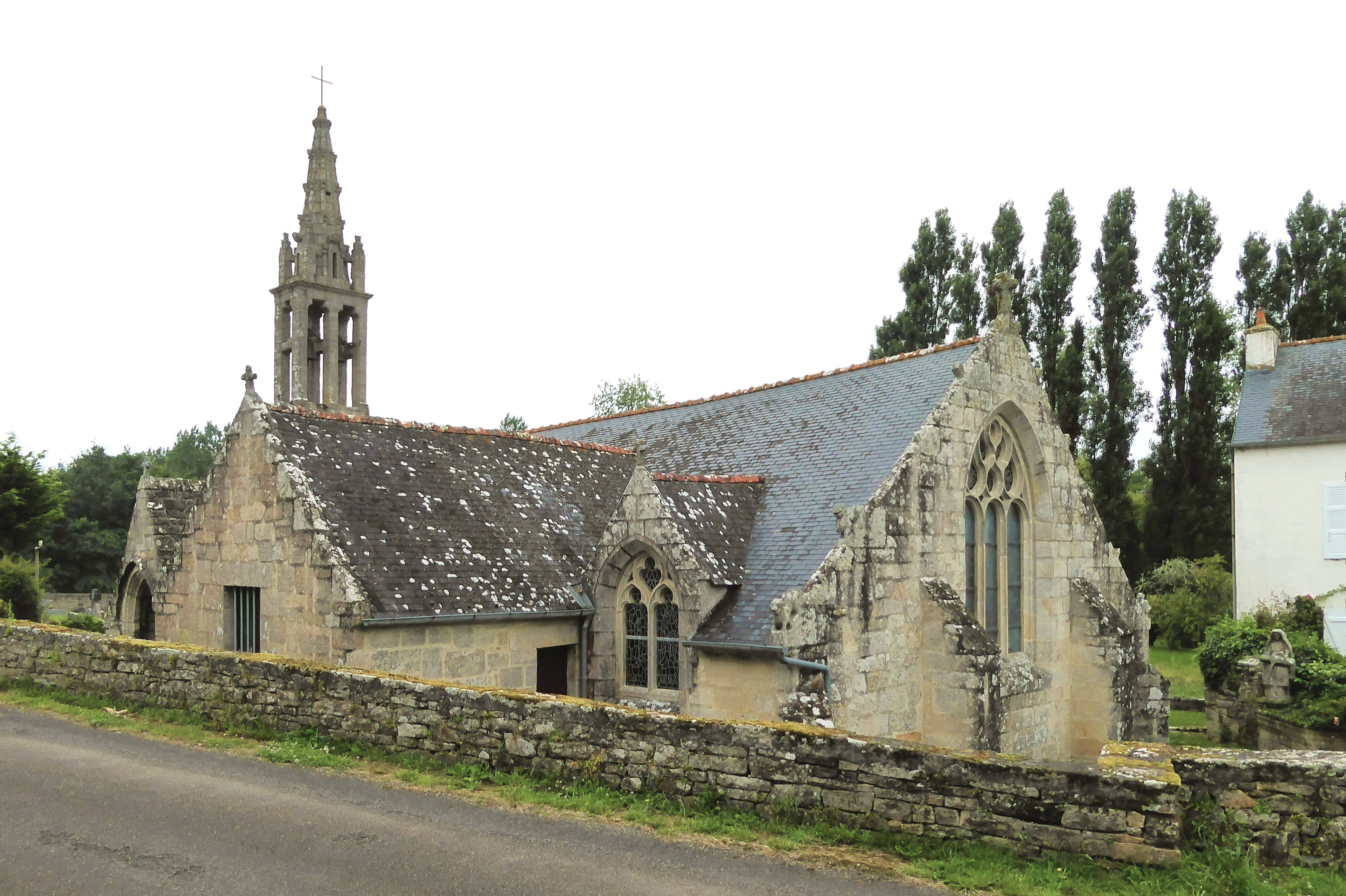
Kirche St-Paban

St-Paban ist ein römisch-katholisches Kirchengebäude und die ehemalige Pfarrkirche von Lababan, einem Ortsteil von  Pouldreuzic (Département Finistère) in der Bretagne. Die Kirche ist eingetragen im Verzeichnis des kulturellen Erbes in Frankreich.

## Geschichte
Die Kirche St-Paban, die zu Ehren des heiligen Tugdual geweiht ist, geht im Kern auf ein gotisches Bauwerk aus dem 13./14. Jahrhundert zurück. Die Kirche hat ein vierjochiges Langhaus mit Seitenschiffen, das durch breitere Vierungspfeiler von einem dreijochigen Chor getrennt ist. Im Norden bildet eine große Kapelle aus dem 16. Jahrhundert eine querhausartige Erweiterung, eine südliche Kapelle mit Sakristei entstand zu einem unbekannten späteren Zeitpunkt. Der gerade geschlossene Chorraum wurde auch im 16. Jahrhundert errichtet. Die südliche Vorhalle und die Südseite stammen aus dem 15. Jahrhundert, der Glockenturm ist mit dem Jahr 1676 bezeichnet.
Im Inneren sind die Kapitelle mit großen Kleeblattblättern geschmückt, während die Basen der Pfeiler auf das Ende des 13. Jahrhunderts hinweisen. Ein Fenster, das die Kreuzigung darstellt, trägt die Inschrift „Im Jahr 1573 wurde dieses Fenster gemacht“. Als weitere Ausstattung befinden sich in der Kirche die Statuen des Heiligen Paban, der Jungfrau Maria, des Heiligen Herbot, des Heiligen Yves, des Heiligen Johannes des Täufers, des Heiligen Eloi, der Heiligen Brigitte, des Heiligen Sebastian und einer Pietà von einem Kalvarienberg.